# VENUES
VENUES is een Duitse posthardcoreband afkomstig uit Stuttgart, Baden-Württemberg.

## Biografie
De band werd in 2015 opgericht onder de naam Break Down A Venue, onder welke naam zij datzelfde jaar een zelf-getitelde debuut-ep uitbrachten. In februari van 2017 maakte de band bekend haar naam gewijzigd te hebben naar VENUES, waarna ze datzelfde jaar toerden met onder meer Breathe Atlantis en Unleash the Sky. Op 4 juli 2017 mocht de band in haar thuisstad Stuttgart het voorprogramma voor The Devil Wears Prada verzorgen.
Op 20 april van 2018 maakte de band bekend een contract getekend te hebben bij Arising Empire, een week later gevolgd door hun debuutalbum Aspire. Het toonaangevende Britse muziektijdschrift Kerrang! riep het album uit tot album van de week. Ter promotie toerde de band vervolgens veelvuldig en zo deelden zij onder meer het podium met Polaris, The Amity Affliction, Caliban, Eskimo Callboy, Callejon en Oceans Ate Alaska.
Op 31 januari 2019 maakte zangeres Chrisi 'Nyves' Krithinidou via haar socialemediakanalen bekend de band te verlaten. Als gevolg hiervan zag de band zich genoodzaakt haar reeds geplande tour voor februari en maart af te zeggen. Op 4 maart maakte de band bekend in Daniela 'Lela' Gruber een vervanger gevonden te hebben.

## Bezetting
| Huidige bezetting - Daniela 'Lela' Gruber - zang - Robin Baumann – screams - Dennis Vanhöfen – drums - Toni Lixx – gitaar - Constantin Ranis – gitaar - Florian Brett – bas | Voormalige leden - Wowa Reising - bas - Michael Mark – bas - Chrisi 'Nyves' Krithinidou - zang |

## Discografie
Studioalbums
- 2018: Aspire

Ep's
- 2015: Break Down A Venue